# مطلقية أخلاقية
المطلقية الأخلاقية هي رأي أخلاقي مفاده أن جميع الأعمال صحيحة أو خاطئة في جوهرها. على سبيل المثال، قد يُعتبر السرقة غير أخلاقي دائمًا، حتى لو تم ذلك من أجل رفاهية الآخرين (على سبيل المثال، سرقة الطعام لإطعام أسرة تتضور جوعًا)، وحتى إذا كان ذلك في النهاية يعزز مثل هذا الصالح. المطلقية الأخلاقية تتناقض مع فئات أخرى من النظريات الأخلاقية المعيارية مثل التبعية، التي تنص على أن الأخلاق (بالمعنى الواسع) للفعل يعتمد على عواقب أو سياق الفعل.